# Wahlen in St. Vincent und den Grenadinen 1961
Die Wahlen in St. Vincent und den Grenadinen (1961 Vincentian general election) wurden am 20. April 1961 in St. Vincent und den Grenadinen durchgeführt. Sechs der neun wählbaren Sitze wurden von der People’s Political Party (PPP) errungen. Ebenezer Joshua (PPP) wurde erneut zum Chief Minister ernannt.

## House of Assembly
1961 bestand das House of Assembly von St. Vincent und den Grenadinen aus vierzehn Mitgliedern, von denen neun direkt gewählt wurden. Bis zu diesen Wahlen wurden nur acht Mitglieder gewählt.
Zum „Rat“ gehörte auch der Gouverneur der Kolonie, der so genannte „Administrator“ der Krone. Zwei Mitglieder kraft Amtes waren Crown Attorney und der Treasurer, daneben wurden zwei Mitglieder vom Gouverneur ernannt. Die neun wählbaren Mitglieder wurden durch Mehrheitswahl von den Bürgern gewählt.

## Ergebnisse
|                                     |                                     |         |       |         |       |     |
| Partei                              | Partei                              | Stimmen | %     | +/-     | Sitze | +/- |
|                                     | People’s Political Party (PPP)      | 11.500  | 49,32 | ▼ 0,03  | 6     | ▲ 1 |
|                                     | Saint Vincent Labour Party (SVLP)   | 11.164  | 47,88 | ▲ 28,85 | 3     | ▲ 3 |
|                                     | Unabhängige (Ind)                   | 654     | 2,80  | ▼ 13,65 | 0     | ▼ 2 |
|                                     |                                     |         |       |         |       |     |
| Gültige Stimmen                     | Gültige Stimmen                     | 23.318  | 97,26 |         |       |     |
| Ungültige Stimmen                   | Ungültige Stimmen                   | 658     | 2,74  |         |       |     |
| Gesamt                              | Gesamt                              | 23.976  | 100   | -       | 9     | ▲ 1 |
| Nichtwähler                         | Nichtwähler                         | 7.103   | 22,85 |         |       |     |
| Eingetragene Wähler/Wahlbeteiligung | Eingetragene Wähler/Wahlbeteiligung | 31.079  | 77,15 |         |       |     |

| Absolute Mehrheit |     |
| ↓                 |     |
| 3                 | 6   |
| PTSV              | PPP |

## Ergebnisse nach Wahlkreis
- SVLP: Saint Vincent Labour Party, Zahl der Kandidaten: 9, Chef: Robert Milton Cato
- PPP: People’s Political Party, Zahl der Kandidaten: 9, Chef: Ebenezer Joshua
- IND: Unabhängige, Zahl der Kandidaten: 2

Gesamt: 21
| Wahlkreis        | Partei | Partei | Partei | Stimmen         | Stimmen           | Stimmen | Wähler | Wahlbeteiligung |
| Wahlkreis        | SVLP   | PPP    | IND    | Gültige Stimmen | Ungültige Stimmen | Gesamt  | Wähler | Wahlbeteiligung |
| ---------------- | ------ | ------ | ------ | --------------- | ----------------- | ------- | ------ | --------------- |
| North Leeward    | 1.442  | 1.685  | -      | 3.127           | 37                | 3.164   | 3.644  | 86,83 %         |
| South Leeward    | 2.034  | 741    | 41     | 2.816           | 99                | 2.915   | 3.767  | 77,38 %         |
| Kingstown        | 1.576  | 1.675  | -      | 3.251           | 54                | 3.305   | 4.430  | 74,60 %         |
| West St. George  | 910    | 1.585  | -      | 2.495           | 88                | 2.583   | 3.478  | 74,27 %         |
| East St. George  | 1.764  | 1.009  | -      | 2.773           | 95                | 2.868   | 3.539  | 81,04 %         |
| South Windward   | 1.899  | 841    | -      | 2.740           | 93                | 2.833   | 3.825  | 74,07 %         |
| Central Windward | 696    | 1.557  | -      | 2.253           | 121               | 2.374   | 3.182  | 74,61 %         |
| North Windward   | 357    | 1.763  | -      | 2.120           | 49                | 2.169   | 2.938  | 73,83 %         |
| Grenadines       | 486    | 644    | 613    | 1.743           | 22                | 1.765   | 2.276  | 77,55 %         |
| Total            | 11.164 | 11.500 | 654    | 23.318          | 658               | 23.976  | 31.079 | 77,15 %         |

## Abgeordnete
| Wahlkreis        | Scheidender Abgeordneter                           | Partei             | Partei | Gewählter Abgeordneter       | Partei | Partei |
| ---------------- | -------------------------------------------------- | ------------------ | ------ | ---------------------------- | ------ | ------ |
| North Leeward    | Samuel Eric Slater                                 |                    | IND    | Samuel Eric Slater           |        | PPP    |
| South Leeward    | Herman Fraser Young                                |                    | MPL    | Herman Fraser Young          |        | PTSV   |
| Kingstown        | Earlmont Stinson Campbell                          |                    | PPP    | Alphaeus Clarence Grey Allen |        | PPP    |
| West St. George  | Henry Afflick Haynes (Repräsentant von St. George) |                    | PPP    | Henry Afflick Haynes         |        | PPP    |
| East St. George  | Henry Afflick Haynes (Repräsentant von St. George) | Robert Milton Cato | PPP    |                              | PTSV   |        |
| South Windward   | Levi Calvert Latham                                |                    | PPP    | Levi Calvert Latham          |        | PTSV   |
| Central Windward | Ebenezer Joshua                                    |                    | PPP    | Ebenezer Joshua              |        | PPP    |
| North Windward   | Ivy Inez Joshua                                    |                    | PPP    | Ivy Inez Joshua              |        | PPP    |
| Grenadines       | Clive Leonard Tannis                               |                    | IND    | Clive Leonard Tannis         |        | PPP    |